# نثنائيل

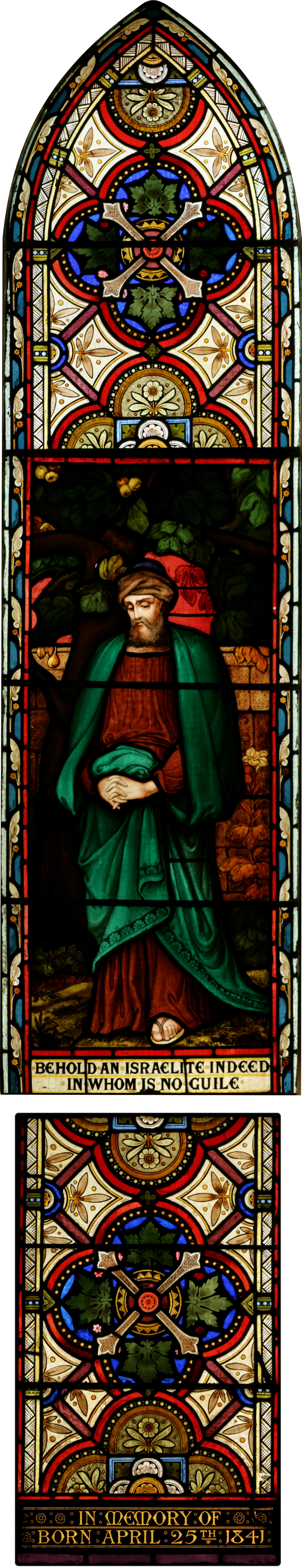

ناثانيال أو نثنائيل هو أحد تلامذة المسيح.
تبع في بادئ الأمر يوحنا المعمدان، ثم تبع المسيح بعد ذلك. قيل أنه هو نفسه القديس برتلماوس.